# Крюков, Николай (конькобежец)
Николай Крюков — российский конькобежец, чемпион Российской империи и Финляндии, участник чемпионатов мира и Европы.

## Биография
Представлял город Санкт-Петербург.
В 1897 году участвовал в первом чемпионате Финляндии и стал его победителем, опередив восьмерых местных спортсменов, в том числе будущего чемпиона Европы Густава Эстландера.
Участник чемпионатов мира (1898, 1899) и Европы (1898) по конькобежному спорту. На чемпионате Европы-1898 в Гельсингфорсе (ныне — Хельсинки, Финляндия) занял второе место на дистанции 10000 метров и был третьим на 5000 метров. Вальдемар Волин и Николай Крюков были первыми русскими конькобежцами, которые приняли участие в чемпионатах Европы.
В 1898 году Николай Крюков стал чемпионом России в многоборье, выиграв все две дистанции на 1500 и 5000 метров.

## Достижения
| турнир                               | дата                      | город        | 500 м          | 1500 м     | 5000 м      | 10000 м                   | место     |
| ------------------------------------ | ------------------------- | ------------ | -------------- | ---------- | ----------- | ------------------------- | --------- |
| 1-й чемпионат Финляндии — многоборье | 28 февраля — 1 марта 1897 | Гельсингфорс | 54,0 (6)       | 2.49,2 (4) | 9.31,0 (1)  | 19.36,2 (1)               | 1         |
| 6-й чемпионат мира — многоборье      | 6 — 7 февраля 1898        | Давос        | 53,4 (9)       | 2.37,0 (8) | 9.28,6 (7)  | —                         | без места |
| 10-й чемпионат России — многоборье   | 13 февраля 1898           | Москва       | —              | 2.57,2 (1) | 10.10,0 (1) | —                         | 1         |
| 6-й чемпионат Европы — многоборье    | 19 — 20 февраля 1898      | Гельсингфорс | не финишировал | 2.45,0 (4) | 9.39,0 (3)  | 19.28,6 (2)               | без места |
| 11-й чемпионат России — многоборье   | 14 февраля 1899           | Москва       | —              | 3.10,0 (3) | 10.55,0 (1) | —                         | без места |
| 7-й чемпионат мира — многоборье      | 4 — 5 февраля 1899        | Берлин       | не финишировал | —          | 11.40,0 (3) | 20.30,0 (дисквалификация) | без места |

## Ссылка
- Информация о Николае Крюкове на сайте SkateResults.com, анг.
- Информация о Николае Крюкове на сайте Deutsche Eisschnelllauf-Gemeinschaft, нем.